# ジ・エレファンツ・オブ・マーズ
『ジ・エレファンツ・オブ・マーズ』（The Elephants of Mars）は、アメリカ合衆国のギタリスト、ジョー・サトリアーニが2022年に発表した18作目のスタジオ・アルバム。

## 背景
サトリアーニは前作『シェイプシフティング』（2020年）リリースに伴い、ライ・シストレットウェイト（キーボード）、ブライアン・ベラー（ベース）、ケニー・アロノフ（ドラムス）を従えてツアーを行う予定だったが、新型コロナウイルスのパンデミックにより中止となった。そして、サトリアーニは本作のレコーディングをリモートで行い、2022年のインタビューでは「ライ・シストレットウェイトは2年も私のバンドにいるのに、まだ顔を合わせていないんだよ」と語っている。本作は予約限定のデジパック盤も存在し、全14曲のイメージに基づくアートワークが表裏に印刷された7枚のカードが封入された。
2022年9月21日には、サトリアーニ以下シストレットウェイト、ベラー、アロノフというラインナップでアメリカ・ツアーが開始される運びとなった。

## 反響・評価
母国アメリカでは、前作『シェイプシフティング』と同様、Billboard 200入りを逃す結果となった。一方、スイスでは2022年4月17日付のアルバム・チャートで初登場5位となり、3週トップ100入りするヒットとなった。また、ドイツでは2022年4月15日付のアルバム・チャートで初登場22位となり、2週トップ100入りした。
フレッド・トーマスはオールミュージックにおいて5点満点中3.5点を付け「インストゥルメンタル・ギター・ロックに対するサトリアーニの想像力豊かなアプローチが強調されており、元々多種多様であった彼のギター・サウンドに、より捩れた、幻想的な新機軸が導入され、作曲の面ではしばしば遊び心が見られる」と評している。また、Masa Etoは『YOUNG GUITAR』2022年5月号のレビューにおいて「これまで以上に視覚的な想像力を掻き立てる楽曲が多く、誤解を恐れずに言えばバンド・サウンドで迫るロック・ギター・インストというよりは、むしろ実験的な要素をふんだんに取り入れた異空間BGMといった雰囲気」と評している。

## 収録曲
特記なき楽曲はジョー・サトリアーニ作。
1. サハラ - Sahara (Joe Satriani, Eric Caudieux) - 4:36
2. ジ・エレファンツ・オブ・マーズ - The Elephants of Mars (J. Satriani, E. Caudieux) - 5:21
3. フェイスレス - Faceless - 4:48
4. ブルー・フット・グルーヴィー - Blue Foot Groovy - 5:09
5. テンション・アンド・リリース - Tension and Release - 5:49
6. セイリング・ザ・シーズ・オブ・ガニメデ - Sailing the Seas of Ganymede - 5:58
7. ドアーズ・オブ・パーセプション - Doors of Perception - 3:17
8. E 104th St NYC 1973 - E 104th St NYC 1973 - 5:36
9. パンピン - Pumpin' - 3:22
10. ダンス・オブ・ザ・スポアーズ - Dance of the Spores - 6:19
11. ナイト・シーン - Night Scene - 4:33
12. スルー・ア・マザーズ・デイ・ダークリー - Through a Mother's Day Darkly (J. Satriani, E. Caudieux, Ned Evett) - 4:12
13. 22・メモリー・レーン - 22 Memory Lane - 4:11
14. デソレイション - Desolation (J. Satriani, E. Caudieux) - 3:20

## 参加ミュージシャン
- ジョー・サトリアーニ - ギター、キーボード
- ライ・シストレットウェイト - キーボード
- エリック・カデュー - キーボード
- ブライアン・ベラー（英語版） - ベース
- ケニー・アロノフ（英語版） - ドラムス、パーカッション、マリンバ
- ネッド・エヴェット - スポークン・ワード